# Chaves megye
Chaves megye az Amerikai Egyesült Államokban, azon belül Új-Mexikó államban található. Megyeszékhelye és legnagyobb városa Roswell. Lakosainak száma 65 157 fő (2020. április 1.). Chaves megye De Baca, Eddy, Lincoln, Roosevelt, Lea és Otero megyékkel határos.

## Népesség
A megye népességének változása:
| Lakosok száma | 65 776 | 65 698 | 65 727 | 65 823 | 65 764 | 65 157 |
|               | 2010   | 2011   | 2012   | 2013   | 2015   | 2020   |